# کازوئو ایشی‌گورو
کازوئو ایشی‌گورو (به ژاپنی: Kazuo Ishiguro) (زاده ۸ نوامبر ۱۹۵۴ در ناگاساکی) نویسندهٔ انگلیسی ژاپنی‌تبار است که خانواده‌اش وقتی پنج‌ساله بود به انگلستان مهاجرت کردند. ایشی‌گورو مدرک کارشناسی خود را در زبان انگلیسی و فلسفه از دانشگاه کنت در سال ۱۹۷۸ و مدرک کارشناسی ارشد را در رشته نویسندگی خلاقانه در سال ۱۹۸۰ از دانشگاه شرق انگلستان دریافت کرده‌است.
او یکی از شناخته‌شده‌ترین نویسندگان معاصر انگلستان است و در سال ۱۹۸۶ برای کتاب هنرمندی از جهان شناور برندهٔ جایزهٔ وایت‌برِد و در سال ۱۹۸۹ برای کتاب بازماندهٔ روز برندهٔ جایزهٔ بوکر شد. از بین آثار او کتاب‌های وقتی یتیم بودیم و هرگز رهایم مکن نیز به فهرست نهایی جایزهٔ بوکر راه یافتند. در سال ۲۰۰۸، مجله تایمز او را در رده ۳۲ در بین ۵۰ نویسنده برتر انگلیسی از سال ۱۹۴۵ قرار داده‌است. ایشی‌گورو در سال ۲۰۱۷ برنده جایزه نوبل ادبیات شد.
رمانهای بازمانده روز و هرگز رهایم مکن او به صورت فیلم سینمایی درآمده‌اند.

## ویژگی‌های ادبی
تعدادی از رمان‌های او در زمان گذشته اتفاق می‌افتند. رمان هرگز رهایم مکن بن‌مایه‌های تخیلی و آینده‌گرا دارد اما در سال‌های ۱۹۸۰ و ۱۹۹۰ روی می‌دهد. به همین دلیل داستان در دنیایی خیالی می‌گذرد. رمان چهارم او، تسلی‌ناپذیر، در شهری بی‌نام در اروپای مرکزی اتفاق می‌افتد. بازمانده روز هم در خانه‌ای اشرافی حول و حوش از جنگ جهانی دوم روی می‌دهد. هنرمندی در دنیای شناور در شهری بی‌نام در ژاپن در دوران بازسازی پس از تسلیم در جنگ جهانی دوم اتفاق می‌افتد.
رمانهای ایشی‌گورو اغلب از زبان اول شخص نقل می‌شوند و راوی عموماً کاستی‌های شخصیتی دارد. شیوه ایشی‌گورو این است که به راوی اجازه دهد این ویژگی‌ها را به تدریج در خلال داستان آشکار سازد. از این رو نویسنده حس شفقتی در خواننده ایجاد می‌کند که باعث می‌شود ایرادهای راوی را ببیند و در عین حال با او حس همدردی داشته باشد. این احساس شفقت غالباً از عمل راوی یا اغلب از انفعال او ریشه می‌گیرد. در بازمانده روز آقای استیونز، سرپیش‌خدمت خانه، احساسات عاطفی خود را نسبت به خانم کنتن، سرخدمتکار خانه، نادیده می‌گیرد چون توانایی برقراری تعادل بین زندگی خصوصی و حس وظیفه‌شناسی و خدمت‌گذاری‌اش را ندارد.

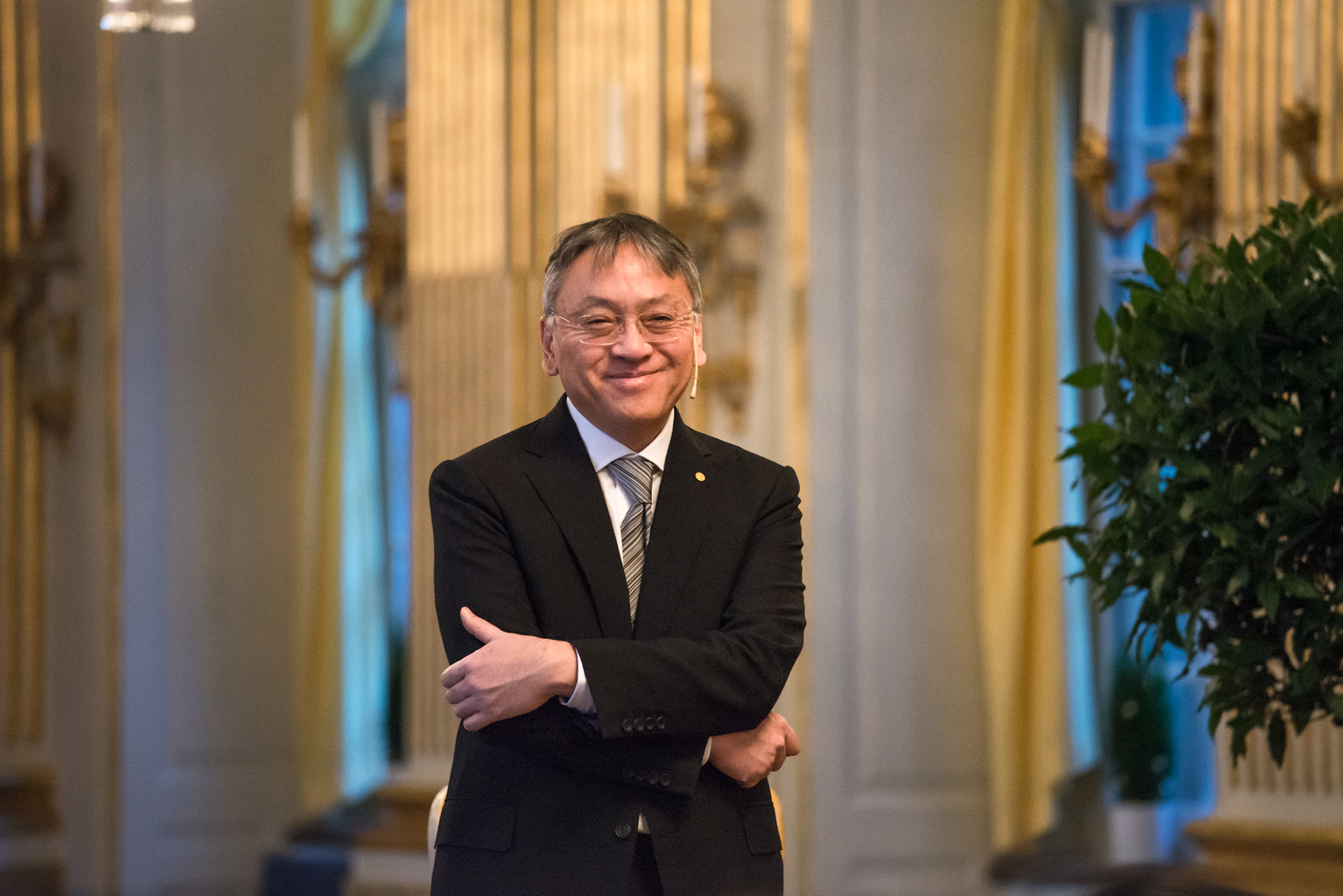
در سال ۲۰۱۷

داستان‌های او اغلب بدون نتیجه‌گیری مشخص هستند. مشکلات پیش روی شخصیت‌های داستان‌های او در گذشته مدفونند و حل‌ناشده باقی می‌مانند. به همین دلیل ایشی‌گورو خیلی از داستان‌هایش را با نوعی تسلیم و کنار آمدن غم‌انگیز به پایان می‌برد. شخصیت‌هایش گذشته خود و آنچه حالا شده‌اند را می‌پذیرند و اغلب درمی‌یابند که این پذیرش برایشان آرامش به ارمغان می‌آورد و به آشفتگی‌های ذهنیشان را به پایان می‌رساند. این را می‌توان نوعی بازتاب ادبی پدیده مونو نو آواره در فرهنگ ژاپنی دانست.

## ایشی‌گورو و ژاپن
ایشی‌گورو در ژاپن به دنیا آمده و اسمی ژاپنی دارد. حروف اسمش در ژاپنی به معنای سنگ و سیاه هستند. دو رمان اول او در ژاپن اتفاق می‌افتند با این حال خود او در مصاحبه‌های متعدد تأکید کرده که با ادبیات ژاپن آشنایی چندانی ندارد و آثارش شباهتی به ادبیات ژاپن ندارند. ایشی‌گورو در مصاحبه‌ای در سال ۱۹۹۰ می‌گوید: «اگر اسم مستعاری انتخاب می‌کردم و کس دیگری پیدا می‌کردم که از عکسش به جای عکس خودم استفاده کنم مطمئنم کسی به ذهنش نمی‌رسید که بگوید این آدم مرا یاد فلان نویسنده ژاپنی می‌اندازد.» هرچند بعضی نویسندگان ژاپنی تأثیری دورادور بر کار او داشته‌اند، ایشی‌گورو خود تأثیر سینماگران ژاپنی مانند یاسوجیرو ازو و میکیو ناروسه را بیشتر می‌داند.
ایشی‌گورو ژاپن را در سال ۱۹۶۰ ترک کرد و تا سال ۱۹۸۹ که به عنوان بازدیدکننده موقت بنیاد ژاپن به آنجا سفر کرد به ژاپن برنگشت. در مصاحبه‌ای با کنزابورو اوئه، ایشی‌گورو تأیید می‌کند که صحنه‌پردازی دو رمان اولش تخیلی بوده‌است. «من با تصویر بسیار واضحی از کشور دیگر در ذهنم تربیت شدم. کشور دیگر بسیار مهمی که بستگی‌های عاطفی به آن داشتم. [...] در انگلیس تمام مدت داشتم این تصویر را در ذهنم می‌ساختم. یک ژاپن خیالی.»
هنگام بحث دربارهٔ میراث ژاپنی و تأثیر آن بر تربیتش ایشی‌گورو می‌گوید: «من کاملاً مثل انگلیسیها نیستم چون پدر و مادری ژاپنی در خانه‌ای ژاپنی‌زبان مرا بزرگ کرده‌اند. پدر و مادرم فکر نمی‌کردند که قرار است مدتی به این طولانی‌ای در این کشور زندگی کنیم. آنها احساس مسئولیت می‌کردند که ارتباط مرا با ارزش‌های ژاپنی حفظ کنند. من پیشینه‌ای متمایز دارم. جور دیگری فکر می‌کنم و دیدگاه‌هایم اندکی با بقیه فرق دارد.» وقتی از او پرسیدند تا چه اندازه خود را ژاپنی یا انگلیسی می‌داند گفت: «مردم دو سوم یک چیز و بقیه‌اش چیز دیگر نیستند. اخلاق، شخصیت و دیدگاه چیزی نیست که قسمت بشود. تکه‌ها به وضوح از هم جدا نمی‌شوند. تبدیل به مخلوط یکنواخت بامزه‌ای می‌شوی. این چیزی است که در قسمت اخیر قرن حاضر بیشتر رواج پیدا کرده - آدم‌هایی با زمینه فرهنگی مختلف و پیشینه نژادی مختلف. دنیا دارد به این سمت می‌رود.»

## کارنامه

### رمان
- (۱۹۸۲) منظر پریده‌رنگ تپه‌ها
- (۱۹۸۶) هنرمندی از جهان شناور
- (۱۹۸۹) بازماندهٔ روز
- (۱۹۹۵) تسلی‌ناپذیر
- (۲۰۰۰) وقتی یتیم بودیم
- (۲۰۰۵) هرگز رهایم مکن (هرگز ترکم نکن)[۳]
- (۲۰۱۵) غول مدفون[۴]
- (۲۰۲۱) کلارا و خورشید

### فیلمنامه
- (۲۰۰۳) غمناک‌ترین موسیقی دنیا
- (۲۰۰۵) کنتس سفید

### داستان کوتاه
- (۱۹۹۰) شام خانوادگی
- (۲۰۰۱) دهکده پس از تاریکی
- (۲۰۰۹) شبانه‌ها: پنج داستان موسیقی و شب
- (۲۰۱۸) شام خانوادگی - مجموعه ۷ داستان[۵]

## جایزه‌ها
- ۱۹۸۲: جایزه یابود وینفرید هولتبی برای منظره پریده‌رنگ تپه‌ها
- ۱۹۸۳: بهترین رمان‌نویس جوان بریتانیایی به انتخاب گرانتا
- ۱۹۸۶: جایزه وایت‌برد برای هنرمندی از جهان شناور
- ۱۹۸۹: جایزه بوکر برای بازمانده روز
- ۱۹۹۵: نشان افسر والا مقام امپراتوری بریتانیا
- ۱۹۹۸: شوالیه ادب و هنر فرانسه
- ۲۰۰۸: از ۵۰ نویسنده برتر بریتانیایی از ۱۹۴۵ به انتخاب تایم
- ۲۰۱۷: جایزه نوبل ادبیات[۴]
- ۲۰۱۸: نشان خورشید فروزان

به جز منظره رنگ‌پریده تپه‌ها همه رمان‌ها و مجموعه داستان‌های کوتاه او نامزد جایزه‌های معتبر ادبی شده‌اند.مهم‌تر از همه چهار کتاب هنرمندی از جهان شناور، بازمانده روز، وقتی یتیم بودیم و هرگز رهایم مکن همگی نامزد دریافت جایزه بوکر بوده‌اند.